# Mary Bakerová Eddyová
Mary Bakerová Eddyová narozená Mary Morseová Bakerová (16. července 1821 Bow – 3. prosince 1910 Newton) byla americká náboženská vůdkyně, zakladatelka církve Křesťanská věda. Podle svých slov roku 1866 objevila božské zákony života, pravdy a lásky. Na základě tohoto svého vhledu napsala knihu Věda a zdraví. S klíčem k Písmu (Science And Health, With Key To The Scriptures, 1875), jež se stala základním spisem Křesťanské vědy. Tuto církev Mary Bakerová Eddyová založila roku 1876 a vedla ji až do své smrti. K úspěchu církve přispělo její tvrzení, že má klíč k vyléčení všech chorob – všechny choroby mají podle Bakerové Eddyové svůj původ v lidské mysli a proto jsou vyléčitelné vírou a "odmítnutím nemoci na úrovni vědomí".

## České překlady
- EDDY, Mary Baker. Věda a zdraví s klíčem k Písmu = Science and Health with Key to the Scriptures. [Souběž. český a anglický text.] Boston: <<The>> First Church of Christ, Scientist, 1983. xii, 691 s. ISBN 0-87952-100-7.